# Yucamani
Yucamani es un volcán ubicado al sur de Perú en la cordillera Barroso, en la jurisdicción política del distrito de Candarave, provincia de Candarave, departamento de Tacna. Su cima está a 5 558 m s. n. m., con un volumen de 25.78, se ubica en las coordenadas geográfica 17°11′S 70°12′O / -17.18, -70.20.
Este volcán tuvo su última erupción el 30 de marzo de 1802. Hoy día se le considera inactivo o apagado. Por su tipo de erupción es un volcán del tipo estratovolcán.
El volcán presenta un bosque de Queñual, el matorral desértico montano y el pastizal de puna.

## Flora y fauna
La flora que encontramos en las paredes de este volcán es la típica de las zonas de altura de este clima (subtropical andino) con ichu, yareta, queñua y formaciones herbáceas en los bofedales. 
La fauna está compuesta por animales como polla de agua, parihuana, huallata, tojo o roedor del bofedal, llamas, alpacas, vicuñas, cóndores, vizcachas, chinchillas o el ñandú.

## Leyenda
Para los incas, el volcán Yucamani y el Tutupaca eran hermanos que pelearon por una mujer y en su pelea estuvieron arrojando bolas de fuego durante varios días y noches, hasta convertirse en piedra. 